# 久世瑞貴
久世瑞貴（日语：久世みずき），3月25日出生，日本漫畫家，出生於大分縣。現於《Ciao》連載漫畫。

## 作品
- 七月七日琴
- 花音的芭蕾物語
- 真代家戀愛情結！：1~3 連載中
- 愛情△三角習題
- 魔法使いにヒメのKISS
- 夏恋スローライン
- ひとりじめ♥ヒロイン

## 外部連結
- 久世瑞貴 介紹作品 （页面存档备份，存于）（日語）
- 久世瑞貴 となり部屋 - Gooブロ  （页面存档备份，存于）（日語）
- Ciao（页面存档备份，存于）（日語）